# ژوزفین پوچی
ژوزفین پوچی (انگلیسی: Josephine Pucci؛ زادهٔ ۲۷ دسامبر ۱۹۹۰) بازیکن هاکی روی یخ اهل ایالات متحده آمریکا است.